# 九层妖塔
《九层妖塔》，原名《鬼吹灯之九层妖塔》，是陆川导演的一部中国3D奇幻冒险片，改编自小说《鬼吹灯之精绝古城》。赵又廷和姚晨领衔主演，其他演员有凤小岳、李晨、唐嫣、李光洁、王庆祥、冯粒、吴军、王德顺。原本定于2015年10月1日公映，后来提前于9月30日上映，中国大陆票房累计6.79亿人民币。

## 剧情
讲述探险队成员胡八一和卫生员杨萍深入昆仑山腹地，为逼近九层妖塔的秘密而展开的一场奇幻冒险之旅。後來發現了杨加林教授隱藏的秘密，也就是一萬年前后羿與外星鬼族的戰爭，當年地球人完全被先進的鬼族統治成為奴隸，而后羿帶領最後的殊死反擊，犧牲自身將外星傳送塔（日後傳說的九层妖塔）封印擊敗鬼族，其首領和主力軍都逃出地球，但殘存鬼族與人類交配後取得了人形隱藏在民間，伺機解除封印重振統治並迎回鬼族大軍，但人形化的鬼族約40歲時就會自焚死亡。
而知情的后羿一族後代也隱藏身分在無數朝代中祕密行動成立守墓人組織，破解陰謀，同時守護后羿墓（實為一台外星醫療儀，可讓人起死回生）萬一九层妖塔封印解除，后羿魂魄回歸時能讓其復活重新帶領人類戰鬥。而中華人民共和國政府成立後綜合各地消息發現了隱藏的諸多怪事，成立秘密機構749局開始調查超自然現象，成為第三勢力。
杨加林教授之妻就是鬼族，後自焚而死，不久後他發現女兒杨萍也遺傳到鬼族基因，為救其不死不惜解除妖塔封印，歷經尋找找到了后羿的血統的後代胡八一，其基因可以解開封印，遂誘使其和杨萍一起走入塔，尋塔過程中十幾位探險隊員死亡，但封印解除過程被連長孫全福破壞，原來孫是守墓人組織密探。未完成的儀式還是喚起了地球上殘留的鬼族怪獸，怪獸大舉來襲時杨加林和杨萍都落水失蹤。胡八一唯一受傷僥倖生還，三年後傷好被調往北京任閒職，但途中被圖書館王馆长騙去當館員，而未去真實分發單位，其實圖書館是守墓人總部，意圖將胡八一看管。
怪異的是杨加林和杨萍之後分別從不相關的古墓中被749局發現並生還，之後發生新疆某石油小鎮被怪獸滅鎮屠殺事件，杨加林聲稱只有自己能查明真相，卻消失在沙漠。杨萍重尋回胡八一與749局組隊前往尋找，但其實當年這兩人都已經死亡，被鬼族怪獸帶往妖塔看守者處，外星看守者附身有外星血統的杨萍藉以離開妖塔行動，同時原本就想解除封印的杨加林也被治好留活口，兩人成為鬼族的操縱棋子……

## 角色
| 演員   | 角色           | 備註                                     |
| 赵又廷 | 胡八一         | 探险队成员，后羿的後裔                   |
| 姚晨   | 杨萍/Shirley楊 | 卫生员，鬼族的後裔，被九层妖塔的主人附身 |
| 凤小岳 | 陈东           |                                          |
| 李晨   | 王馆长         | 華夏圖書館館長                           |
| 唐嫣   | 曹維維         | 《749局》成員                            |
| 李光洁 | 韩九阳         | 《749局》局長                            |
| 王庆祥 | 杨加林教授     | 杨萍之父                                 |
| 冯粒   | 王胖子         | 本名王凱旋，在西餐廳駐唱，胡八一的朋友   |
| 吴军   | 孫全福         | 胡八一的連長                             |
| 王德顺 | 安立满         |                                          |

## 制作
该片预算总共9600万人民币，导演陆川表示：“很想做得很好，但是预算很有限（所以没条件做得这么好）。” 由于找不到愿意饰演不露脸角色的合适演员和节约经费的考虑，《九层妖塔》里所有动作捕捉产生的怪物都由陆川表演。
这是赵又廷和姚晨继2012年《搜索》后的又一次合作。全片共有1500多个特效镜头，有30多名特效总监、近4000名CG师在孟买、伦敦、首尔负责影片的特效后期制作。陆川在原著的基础上做了大刀阔斧的改动和创新，最重要的是删去了原著中的盗墓情节，强化了探险和打怪的元素。

## 音乐原声
| 类型   | 曲目       | 演唱者   |
| ------ | ---------- | -------- |
| 主题曲 | 《Demons》 | 謎幻樂團 |

## 宣传
2015年6月30日片方首次发布预告片。
| 日期      | 活动               | 出席演员 |
| --------- | ------------------ | -------- |
| 2015年8月 | 《快乐大本营》     | 唐嫣     |
| 2015年9月 | 《今晚80后脱口秀》 | 陆川     |

## 评价
2015年9月24日在北京举行完首映礼后，观众给出了两极的评价，支持者认为影片呈现出了国产片的顶级视效水准，摄影也出色；批评者认为剧情缺乏连贯和逻辑性，跟原著差别太大。
1905电影网影评：“这部叫做《九层妖塔》的电影，除了人名仍沿用原书，故事早就相差十万八千里了。并不反对影视改编过程的自我解读与原创，只要你的原创能更好看就好了。问题是，《九层妖塔》的原创不但去掉了小说中好玩的部分，自己也没有设计出更有创意的情节。使得整部片子都乏味无聊，头重脚轻，辜负了原书那么好的基础。”

## 改編糾紛
上映後原著天下霸唱對製片中国电影股份有限公司和導演陸川等相關方起訴，認為其侵犯著作權和改編權，他表示這電影拍攝過程他全不知情也沒有參與，不知為何就跑出這樣一部電影，製片方則出示證據是從多層轉手取得合法改編權，雖作者不知情但依然合法。而天下霸唱主告的則是改編權，認為此片非常惡劣，故事內容已經面目全非，只有片名和角色名相同但內容與原書《鬼吹燈之精絕古城》完全無關，且改編後的故事是一劣等故事，內容幾乎沒有盜墓劇情，超過2/3影片是在一個小鎮場景上打怪獸。觸犯了法律中的「改編不得歪曲、竄改」的條文，2016年1月作者將電影方訴至法院，要求“中国电影股份有限公司、梦想者电影（北京）有限公司、乐视影业（北京）有限公司及导演陆川四被告停止传播涉案电影，公开赔礼道歉、消除影响，并赔偿精神损害抚慰金100万元”，2016年6月28日北京西城法院宣佈作者勝訴，唯獨未支持其賠償100萬的要求。作者不服判決，因此向北京知识产权法院提起上诉。2019年8月9日，二審宣判四被告賠償作者精神损害抚慰金5萬元。